# Coloradoakleja
Coloradoakleja (Aquilegia caerulea) är en art i familjen ranunkelväxter från nordväst-centrala och sydcentrala USA som beskrevs av Edwin James. Aquilegia caerulea ingår i släktet aklejor, och familjen ranunkelväxter.

## Underarter
Arten delas in i följande underarter:
- A. c. alpina
- A. c. daileyae
- A. c. ochroleuca
- A. c. pinetorum

## Bildgalleri

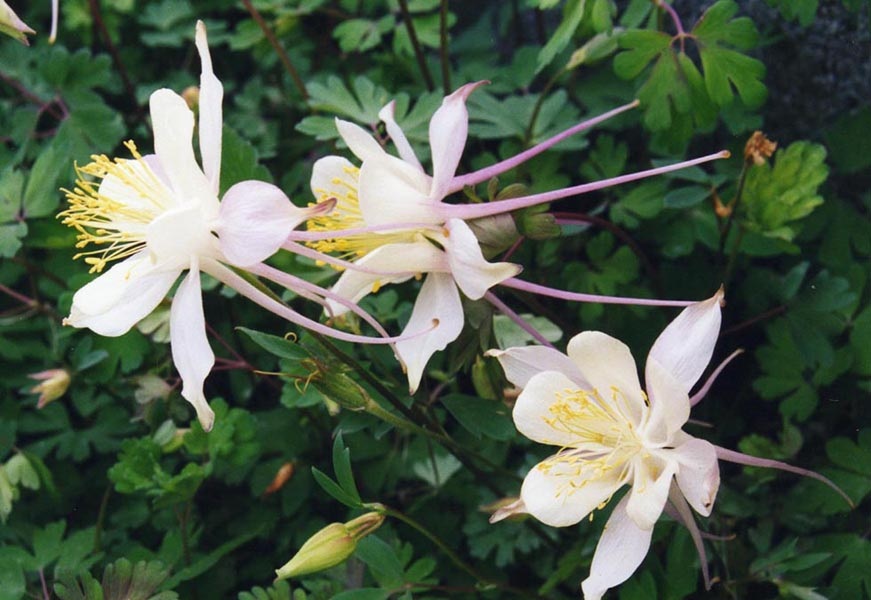
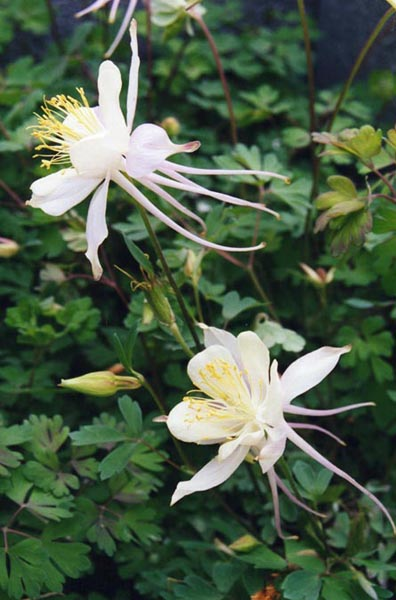
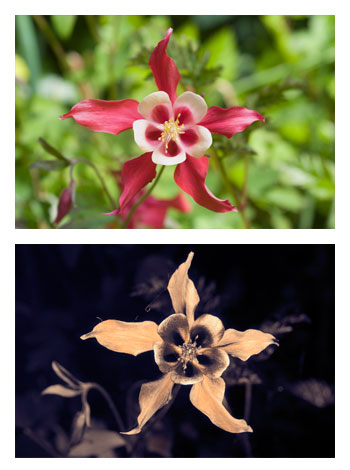
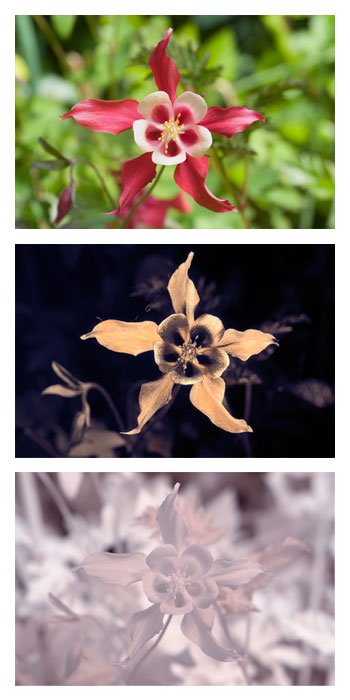
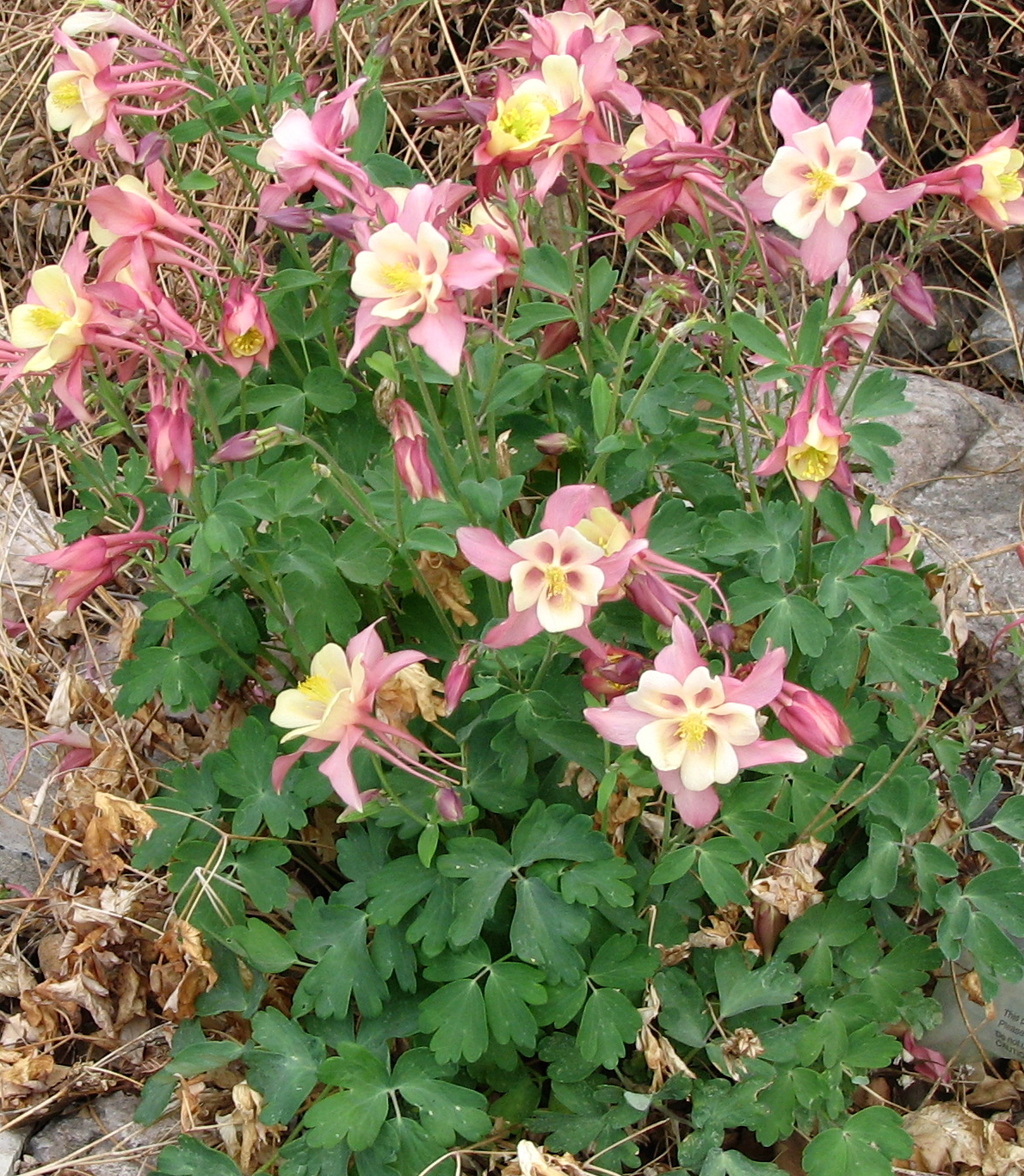
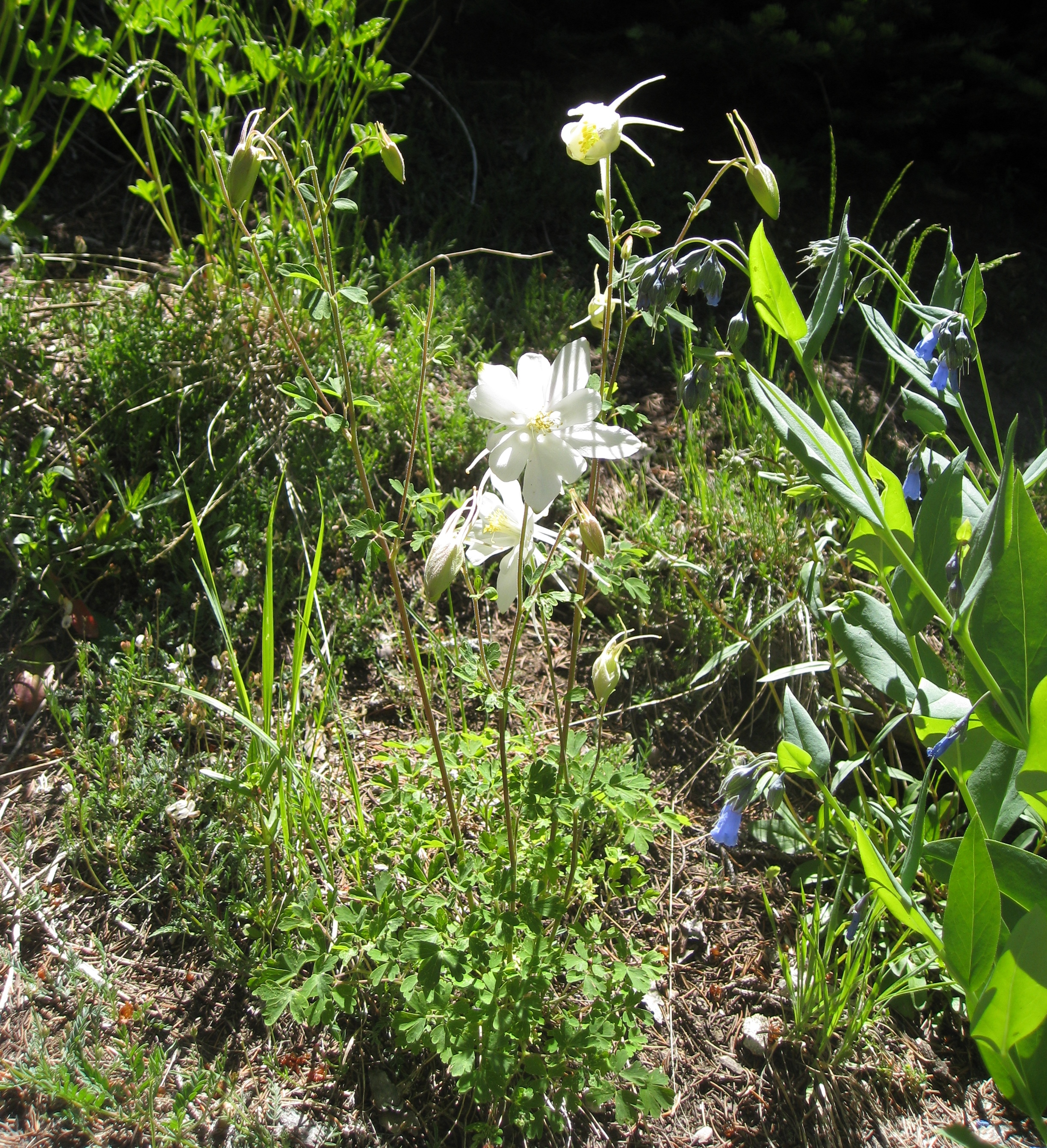